# 대청로 (음성군)
대청로(Daecheong-ro)는 충청북도 음성군 대소면 대풍리에서 삼성면 청용리까지 이어주는 음성군도로, 총 연장은 3.517 km이다. 도로의 명칭이 유래된 것은 대풍리와 청용리를 연결하는 도로에서 인용되었다.

## 역사
- 2009년 9월 22일 : 도로명으로 대청로를 고시

## 주요 경유지
- 음성군
  - 대소면 (대풍리) - 삼성면 (상곡리 - 청용리 - 용성리)

## 접촉하는 도로
- 대금로 (국가지원지방도 제82호선)
- 상곡로
- 청용로
- 삼성로

## 주요 건물 및 시설
- 부영사랑으로 (대청로 17/대풍리 621)
- 혜송빌 (대청로 46/대풍리 615-1)
- 대경오엔티기숙사 (대청로 135/청용리 546-3)
- 청룡초등학교 (대청로 255-22/청용리 352-7)